# سانتا ماریا د کرکو
سانتا ماریا د کرکو (به اسپانیایی: Santa Maria de Corcó) یک شهرستان در اسپانیا است که در استان بارسلون واقع شده‌است.